# Пиеве ди Ченто
Пиѐве ди Чѐнто (на италиански: Pieve di Cento, на местен диалект Pîv d Zent, Пив ъд Цент) е градче и община в северна Италия, провинция Болоня, регион Емилия-Романя. Разположено е на 18 m надморска височина. Населението на общината е 6959 души (към 2010 г.).
До 1929 г. общината участва в провинция Ферара.